# インテンシティ/緊迫
『インテンシティ/緊迫』（きんぱく、Intensity）は、1997年のアメリカ合衆国のスリラーテレビ映画。イヴ・シモノー監督、モリー・パーカー、ジョン・C・マッギンリー主演。ディーン・R・クーンツによる同名小説が原作である。本作はバンクーバーで撮影された。

## あらすじ
酒と薬物にまみれた生活を送るロリーの元に生まれたチャイナは、実の父親が2人を捨てて行方をくらましたため、ロリーの愛人で売人のジム・ウォルツとの3人生活を幼少期に送っていた。そんなある日、チャイナは酒に酔ったジムが苦情を言ってきた隣人のシチズン夫妻を射殺する瞬間を目撃し、その出来事が以降の彼女の人生に暗い影を落とすことになる。大人になりレストランで働くようになったチャイナは友だちを積極的に作ろうとはせず、なるべく一人でいるためにパーティの誘いなどを断っていた。だが同僚で数少ない友人のローラ・テンプルトンの押しの強さに負け、感謝祭を祝うためにローラの親族が一堂に会する彼女の家へと連れて行かれる。彼女の兄で音楽家志望のジャックと会った後、チャイナは食事の準備を手伝いながら感謝祭に備える。ローラの家族や親族と夕食をとっているとき、ジャックが家の敷地に侵入された形跡があると父親に話す。チャイナはジャックとも打ち解け、感謝祭が終わりローラの親族は家路に着く。しかし、物陰に隠れた怪しげな男エッジラー・フォアマン・ヴェスがその様子を伺っていた。
ローラの家に泊まったチャイナは、幼少期の出来事を脳裏に浮かべながら軽い眠りについていたが、突然の叫び声で目を覚ます。そして何者かが全ての部屋を覗き込んでいる音を耳にしたチャイナは、幼少期に怒り狂ったジムが自分を探し回ったこととその男の行動がオーバーラップし怯えながらも、ベッドの下に隠れてやり過ごす。その男ヴェスが出て行った後で家の中を確認したチャイナは、ローラの両親の他殺体を発見する。意識はあるが血を流してベッドに拘束されたローラを見つけたチャイナは、彼女にヴェスが何者かを聞くが知らない人物だと伝えられる。ジャックの身を案じたチャイナは彼の元に向かうが、既にヴェスによって殺害されていた。さらに彼の猟奇的な行動を目撃して悲しみと恐怖に苛まれながらも、チャイナはローラの部屋に戻る。だが部屋に彼女の姿はなく、ヴェスのキャンピングカーに忍び込んだチャイナはローラを見つけ、証拠となる書類を入手してヴェスが戻って来る前に彼女を連れ出そうとする。しかしヴェスが戻ってきてしまい、チャイナは何処に行くか分からない彼が運転するキャンピングカーの中で逃げ出す機会を探す。ヴェスがガソリンを給油するため停まった隙に、チャイナは車の外に出て店員に助けを求める。だがその際にナイフを落としてしまい、それを見つけたヴェスはチャイナの存在を察知する。店員のジョージとトムの2人がチャイナを匿うなか、店に戻ったヴェスは店員に自分がアリエルという娘を監禁していることを話した後、やり過ごそうとしている2人に向けて銃を発砲する。死んだトムの写真を撮り、瀕死のジョージにヴェスは殺人で得られる快感について語ってとどめを刺し、監視カメラのテープを奪い取って店を去る。一部始終を聞いたチャイナは、幼少期の自分と同じ境遇のアリエルを救出しようと決意する。
チャイナは通りかかったミリアム・ブライナードに警察への通報を頼み、証拠として持っていたヴェスの登録証に記載されている住所を頼りにヴェスの後を追う。やっと見つけたキャンピングカーを追い抜き車で道を塞いだチャイナは、彼の姿を目にしてくじけそうになるがそこに集まってきた白い狼を見て勇気付けられ、ヴェスに気づかれないように車へと乗り込む。しかし車内に足跡があることをヴェスが発見し、彼は彼女に気づかないふりをして自宅に向かう。その頃チャイナに頼まれたミリアムがジョージとトムの死体を見つけ、刑事のイーサン・トレヴェインに電話するが、取り乱していたため内容がしっかり伝わらず彼女は電話を切ってしまう。半信半疑のトレヴェインだが、念のためミリアムが使った公衆電話の位置を調べてハイウェイパトロールを出動させる。ミリアムは自分の手でアリエルとチャイナを助け出そうと、チャイナの証言通りのキャンピングカーを追いかけるが、追跡がヴェスに見つかり殺害され事故死に偽装される。彼女が殺される瞬間を窓の隙間から見たチャイナは、これ以上犠牲者が出ないようヴェスの登録証の裏に「殺人者」と書き記し、彼に見つからないよう路上に落とす。その頃トレヴェイン刑事は、ミリアムから聞いたアリエルという名前を見た覚えがあることを思い出し、警察署の行方不明者リストにその名前があることを確認して1人で捜査を開始する。自宅に到着したヴェスはチャイナを罠に掛けて捕らえることにし、気づかない芝居を続けるため彼以外を見かけたら殺すよう躾けてある番犬に彼女を襲わないよう命令する。車から出て家の中に入ったチャイナは、防音室に監禁されたアリエルを発見する。彼女が精神的なショックを受けてしゃべれないことを知らないチャイナは、何度もアリエルに呼びかけるが返事をしない。何としてでも彼女を助け出そうと家の中を探るチャイナだが、彼女の行動を見抜いていたヴェスに捕まってしまう。

## キャスト
※括弧内は日本語吹替
- チャイナ・シェパード - モリー・パーカー（深見梨加）
- エッジラー・フォアマン・ヴェス - ジョン・C・マッギンリー（江原正士）
- イーサン・トレヴェイン - ブル・マンクマ（英語版）（島香裕）
- ロリー - ロリ・アン・トリオロ（宮寺智子）
- ジム・ウォルツ - ブレント・ステイト（檀臣幸）
- 幼いチャイナ・シェパード - ケイティ・スチュアート（英語版）（増田ゆき）
- ローラ・テンプルトン - ディアナ・ミリガン（英語版）（皆口裕子）
- ジャック・テンプルトン - カヴァン・スミス（英語版）（古澤徹）
- ミリアム・ブライナード - パイパー・ローリー（定岡小百合）
- アリエル・ディレイン - トーリ・ポール
- ジョン・Q・シチズン - アレックス・ディアカン（英語版）（稲葉実）
- サラ・テンプルトン - メレディス・ベイン・ウッドワード（朝倉佐知）
- ピーター・テンプルトン - ウォーリー・ダルトン（島香裕）
- ジョージ・ジェスパーセン - アルフ・ハンフリーズ（英語版）（稲葉実）
- トム - エドモンド・カトー・ウォン（鈴木正和）
- カーメン・トレヴェイン - BJ・ハリソン（水原リン）
- 審議会委員 - ギリアン・バーバー（英語版）（叶木翔子）
- 審議会委員 - メリリン・ガン（磯辺万沙子）
- 病院長 - ジェリー・ワッサーマン（英語版）（仲野裕）

吹替その他
永井誠、小山武宏

## スタッフ
- 監督：イヴ・シモノー
- 脚本：スティーヴン・トルキン
- 原作：ディーン・R・クーンツ 『インテンシティ』
- 製作：プレストン・フィッシャー
- 製作総指揮：トム・パトリシア
- 撮影監督：デヴィッド・フランコ
- プロダクションデザイナー：イアン・D・トーマス
- 編集：マイケル・D・オーンスタイン
- 衣裳デザイン：トリッシュ・キーティング
- 音楽：ジョージ・S・クリントン（英語版）

日本語版スタッフ
- 字幕版

翻訳：塚崎直美
- 吹替版

演出：木村絵理子
翻訳：平田勝茂
調整：高久孝雄
制作：東北新社